# Boarding House Reach
Boarding House Reach je třetí sólové studiové album amerického hudebníka Jacka Whitea. Vydáno bylo v březnu 2018 společnostmi Third Man Records, Columbia Records a XL Recordings. Umístilo se na první příčce hitparády Billboard 200 a vrcholu dosáhlo i v rockové a alternativní hitparádě časopisu Billboard. Album obsahuje celkem třináct písní, přičemž dvanáct jich napsal sám White a jedna je dílem Antonína Dvořáka (autorem textu je Howard Johnson, přičemž píseň zaranžoval sám White).

## Seznam skladeb
1. Connected by Love – 4:37
2. Why Walk a Dog? – 2:29
3. Corporation – 5:39
4. Abulia and Akrasia – 1:28
5. Hypermisophoniac – 3:34
6. Ice Station Zebra – 3:59
7. Over and Over and Over – 3:36
8. Everything You've Ever Learned – 2:13
9. Respect Commander – 4:33
10. Ezmerelda Steals the Show – 1:42
11. Get in the Mind Shaft – 4:13
12. What's Done Is Done – 2:54
13. Humoresque – 3:10

## Obsazení
- Jack White – zpěv, kytara, bicí, syntezátor, baskytara, klavír, tamburína, varhany
- Bobby Allende – bicí, perkuse
- Carla Azar – bicí
- Anthony „Brew“ Brewster – syntezátor, varhany
- Justin Carpenter – pozoun
- Louis Cato – bicí, kytara, baskytara
- Dominic Davis – kontrabas
- Neal Evans – syntezátor, varhany, klavír
- Joshua Gillis – kytara
- DJ Harrison – syntezátor, klávesy
- Daru Jones – bicí
- Fats Kaplin – housle
- Charlotte Kemp Muhl – baskytara
- Neil Konouchi – tuba
- Ann McCrary – doprovodné vokály
- Quincy McCrary – klavír, syntezátor
- Regina McCrary – doprovodné vokály
- Gianluca Braccio Montone – klavírní samply
- Ian Montone – klavírní samply
- NeonPhoenix – baskytara
- Justin Porée – perkuse, udu
- Esther Rose – doprovodné vokály
- Kevin Smith – trubka
- C. W. Stoneking – mluvené slovo
- Brooke Waggoner – klavír